# 똥장군

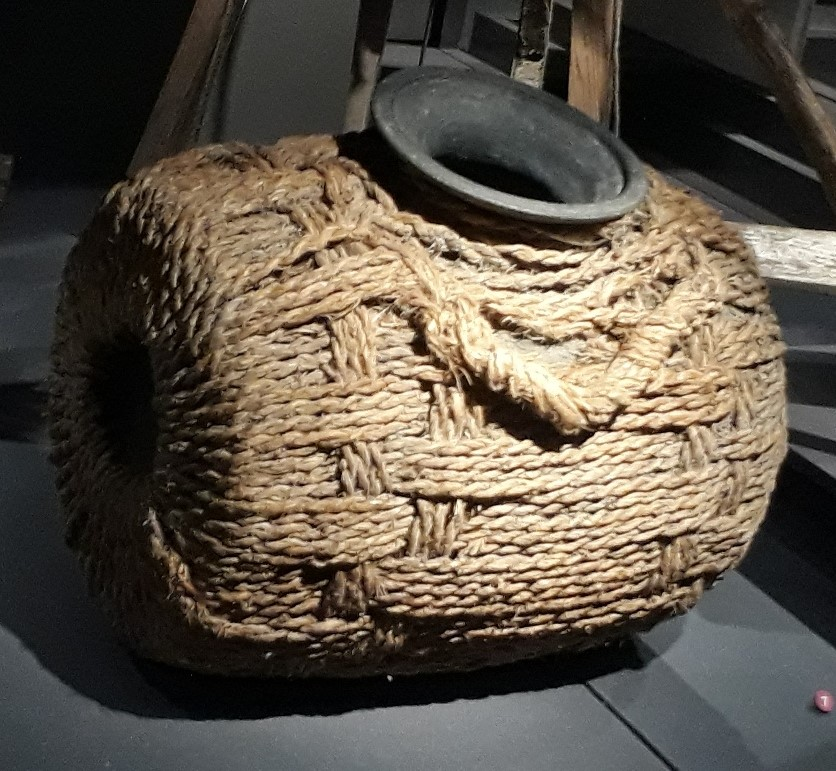
국립민속 박물관 소장 똥장군 모습

똥장군은 똥을 거름으로 쓰기 위해 옮길 때 쓰는 한국의 전통적인 농기구이다. 주로 봄에 변소에서 삭힌 똥을 바가지로 퍼 똥장군에 담고, 짚으로 된 뚜껑을 닫아 똥지게로 옮긴다. 논이나 밭에 가서 뚜껑을 열고 작은 바가지로 퍼서 뿌린다. 충청남도 논산 지역에서는 똥장군을 앵병, 얭병이라고도 부른다. 현재는 똥을 거름으로 쓰지 않기 때문에 똥장군을 사용하지 않는다.

## 형태
똥장군은 흙으로 구운 옹기단지로서 주둥이가 넓고 보통 동이의 다섯 배 용량이다. 똥장군은 옹기 굽는 곳에서 따로 구워 판다. 뚜껑은 주둥이 크기에 맞도록 뭉친 짚을 다시 지푸라기로 싸서 윗부분을 묶은 것이다. 지푸라기를 묶은 부분은 말끔하게 잘라내어 뚜껑 손잡이로 만든다.
두 종류의 바가지를 같이 사용하는데 일반 바가지에 나무 자루를 달아서 사용한다. 변소에서 똥을 푸는 바가지는 자루가 길고, 들에서 똥을 퍼 뿌리는 바가지는 자루가 짧다. 똥장군을 걸어 나르는 지게는 일반 지게와 구분하여 따로 정해두고 사용한다.

## 한국의 민속
옛날에는 거름이 없어서 땅이 있어도 작물을 지어먹지 못했기 때문에 똥이 귀했다. 풀이나 짚을 썩혀서 거름으로 사용하기도 했으며 논보다는 주로 밭에 똥장군으로 거름을 주었다.

## 사진

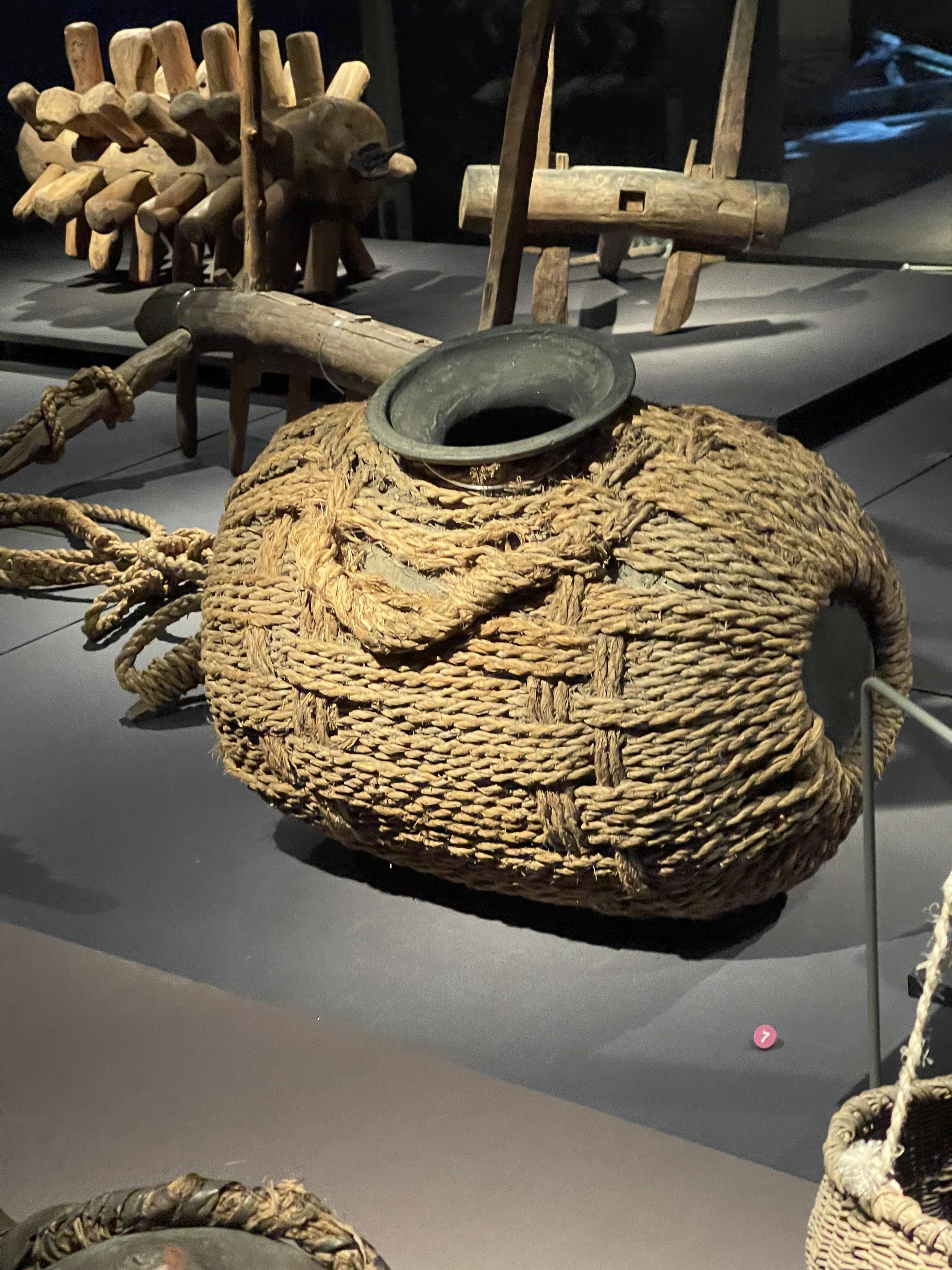